# Albert August Wilhelm von Puttkamer

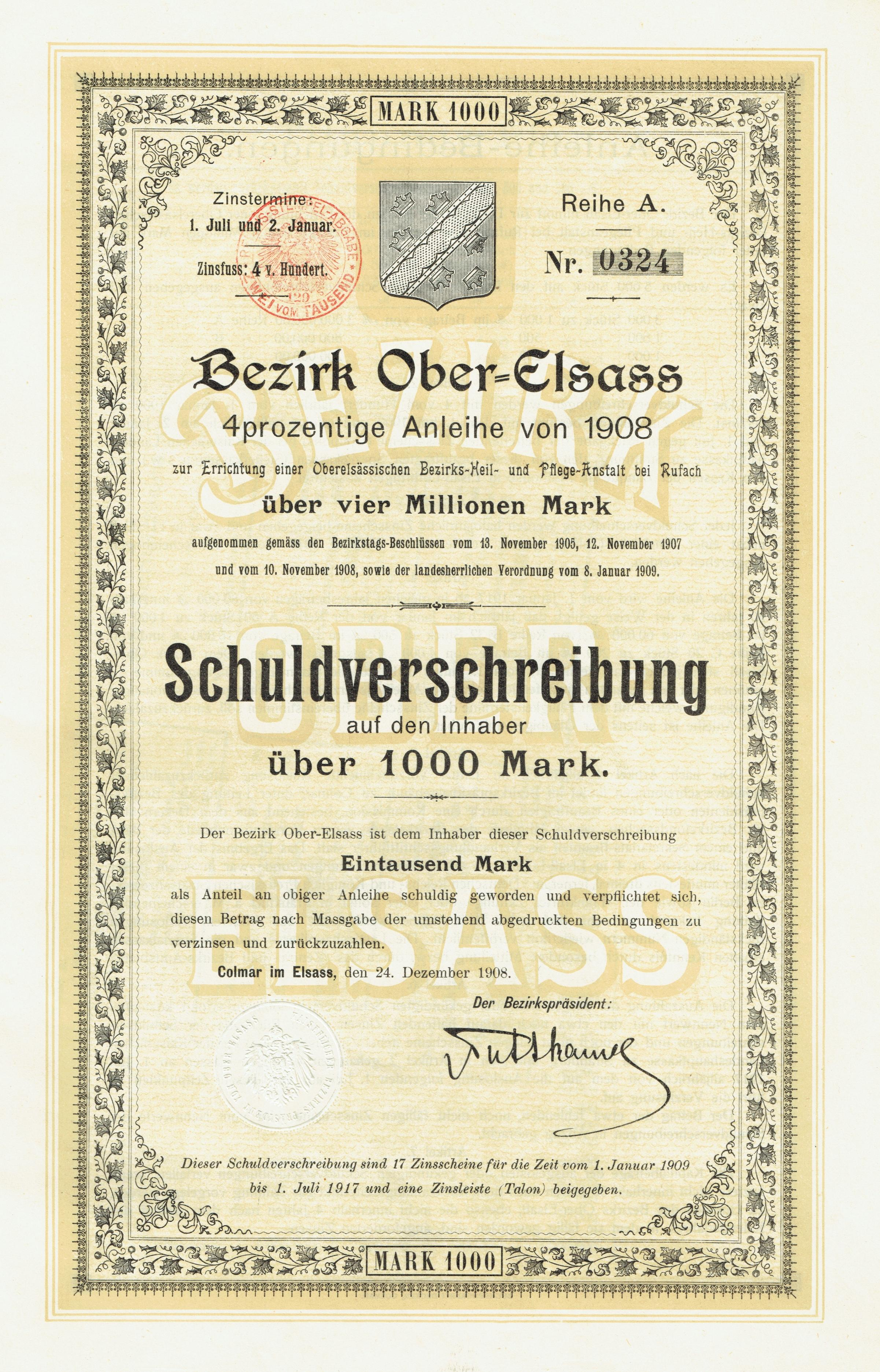
Schuldverschreibung des Bezirks Ober-Elsass vom 24. Dezember 1908 mit Unterschrift von Bezirkspräsident von Puttkamer; sie diente der Errichtung der Heil- und Pflegeanstalt Rufach

Albert August Wilhelm von Puttkamer (* 30. August 1861 in Demmin; † 29. Juni 1931 in Stuttgart) war ein königlich-preußischer Landrat im Kreis Kolberg-Körlin (1892–1902) der Provinz Pommern und deutscher Bezirkspräsident in Colmar, Bezirk Oberelsaß (1906–1918) im Reichsland Elsaß-Lothringen. Puttkamer entstammte der pommerschen Adelsfamilie Puttkamer.
Seine Eltern waren der Minister Robert Viktor von Puttkamer (1828–1900) und dessen Ehefrau Ida von Puttkamer-Groß Nossin (1830–1920). Er selbst heiratete am 21. Juli 1895 in Rothen-Clempenow seine Magarethe Elisabeth Marie von Eickstedt-Peterswald (* 23. August 1872; † 13. November 1957), Tochter des Karl Graf Eickstedt-Peterswaldt auf Hohenholz und der Marie von Rohr. Margarete lebte als Witwe in Berlin und später in der Nähe von Stuttgart.
Das Ehepaar hatte die Töchter Freya, Hertha und Christa sowie den Sohn Jesco (1896–1917), der als Leutnant der Fliegerabteilung 14 bei einem Flugzeugabsturz ums Leben kam. Christa ehelichte den Korvetten-Kapitän Maximilian von Zitzewitz (1886–1937), Hertha war nur kurz verheiratet und wurde Schriftstellerin. Freya gründete mit dem späteren Generalleutnant Joseph-Maria von Radowitz eine Familie.
Bereits 1898 trat Puttkammer mit Hugold von Behr-Bandelin und Werner Freiherr von Klot-Trautvetter-Krönnevitz als Ehrenritter in den Johanniterorden ein, sie waren Mitglied der Pommerschen Provinzial-Genossenschaft der Kongregation.